# سردر (بشاگرد)
سردر (جاسک)، روستایی از توابع بخش بشاگرد شهرستان جاسک در استان هرمزگان ایران است.

## جمعیت
این روستا در دهستان گافر و پارمون قرار دارد و براساس سرشماری مرکز آمار ایران در سال ۱۳۸۵، جمعیت آن ۲۹ نفر (۸خانوار) بوده‌است.